# Arrondissements d'Ille-et-Vilaine

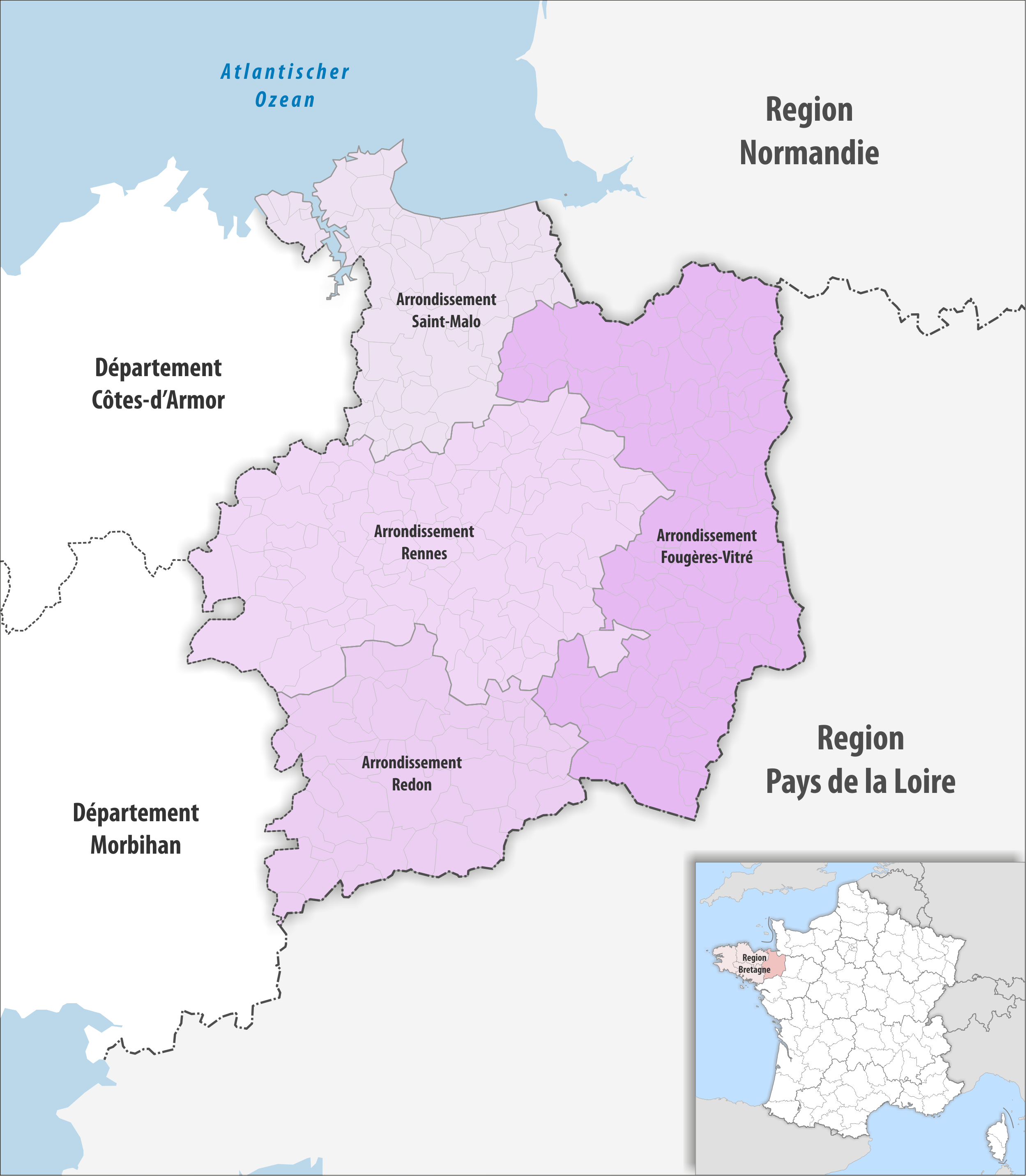
Les arrondissements d'Ille-et-Vilaine en 2019.

Le département d'Ille-et-Vilaine comprend quatre arrondissements.

## Composition
| Nom                              | Code Insee | Superficie (km2) | Population (dernière pop. légale) | Densité (hab./km2) | Modifier             |
| -------------------------------- | ---------- | ---------------- | --------------------------------- | ------------------ | -------------------- |
| Arrondissement de Fougères-Vitré | 351        | 2 173,20         | 188 154 (2022)                    | 87                 | modifier les données |
| Arrondissement de Redon          | 352        | 1 302,60         | 105 773 (2022)                    | 81                 | modifier les données |
| Arrondissement de Rennes         | 353        | 2 228,40         | 641 930 (2022)                    | 288                | modifier les données |
| Arrondissement de Saint-Malo     | 354        | 1 070,60         | 173 375 (2022)                    | 162                | modifier les données |
| Ille-et-Vilaine                  | 35         | 6 775,00         | 1 109 232 (2022)                  | 164                | modifier les données |

## Histoire

Arrondissements et cantons d'Ille-et-Vilaine (de 2010 à 2015).

- 1790 : création du département d'Ille-et-Vilaine avec neuf districts : Bain, Dol, Fougères, La Guerche, Montfort, Redon, Rennes, Saint-Malo, Vitré
- 1800 : création des arrondissements : Fougères, Montfort, Redon, Rennes, Saint-Malo, Vitré
- 1926 : suppression des arrondissements de Montfort et Vitré

Montfort est devenu Montfort-sur-Meu  en 1993
- 2010 : modification des arrondissements de Rennes et de Fougères ; ce dernier se voit incorporer l'ancien arrondissement de Vitré.